# Mary (Saône-et-Loire)
Pour les articles homonymes, voir Mary.
Mary est une commune française située dans le département de Saône-et-Loire, en région Bourgogne-Franche-Comté.

## Géographie

### Communes limitrophes
Les communes limitrophes sont Collonge-en-Charollais, Gourdon, Joncy, Mont-Saint-Vincent, Saint-Marcelin-de-Cray, Saint-Martin-la-Patrouille et Le Rousset-Marizy.

### Climat
Pour des articles plus généraux, voir Climat de la Bourgogne-Franche-Comté et Climat de Saône-et-Loire.
En 2010, le climat de la commune est de type climat des marges montargnardes, selon une étude du Centre national de la recherche scientifique s'appuyant sur une série de données couvrant la période 1971-2000. En 2020, Météo-France publie une typologie des climats de la France métropolitaine dans laquelle la commune est exposée à un climat océanique altéré et est dans une zone de transition entre les régions climatiques « Centre et contreforts nord du Massif Central » et « Bourgogne, vallée de la Saône ».
Pour la période 1971-2000, la température annuelle moyenne est de 9,8 °C, avec une amplitude thermique annuelle de 17 °C. Le cumul annuel moyen de précipitations est de 959 mm, avec 12 jours de précipitations en janvier et 7,2 jours en juillet. Pour la période 1991-2020, la température moyenne annuelle observée sur la station météorologique de Météo-France la plus proche, « Mt-Saint-Vincent », sur la commune de Mont-Saint-Vincent à 3 km à vol d'oiseau, est de 10,4 °C et le cumul annuel moyen de précipitations est de 891,2 mm. 
La température maximale relevée sur cette station est de 37,6 °C, atteinte le 12 août 2003 ; la température minimale est de −21,1 °C, atteinte le 10 février 1956,,.
Les paramètres climatiques de la commune ont été estimés pour le milieu du siècle (2041-2070) selon différents scénarios d'émission de gaz à effet de serre à partir des nouvelles projections climatiques de référence DRIAS-2020. Ils sont consultables sur un site dédié publié par Météo-France en novembre 2022.

## Urbanisme

### Typologie
Au 1er janvier 2024, Mary est catégorisée commune rurale à habitat très dispersé, selon la nouvelle grille communale de densité à sept niveaux définie par l'Insee en 2022.
Elle est située hors unité urbaine. Par ailleurs la commune fait partie de l'aire d'attraction de Montceau-les-Mines, dont elle est une commune de la couronne,. Cette aire, qui regroupe 22 communes, est catégorisée dans les aires de 50 000 à moins de 200 000 habitants,.

### Occupation des sols
L'occupation des sols de la commune, telle qu'elle ressort de la base de données européenne d’occupation biophysique des sols Corine Land Cover (CLC), est marquée par l'importance des territoires agricoles (70,7 % en 2018), en diminution par rapport à 1990 (73,1 %). La répartition détaillée en 2018 est la suivante : prairies (65,6 %), forêts (26,6 %), zones agricoles hétérogènes (5,1 %), zones urbanisées (2,7 %). L'évolution de l’occupation des sols de la commune et de ses infrastructures peut être observée sur les différentes représentations cartographiques du territoire : la carte de Cassini (XVIIIe siècle), la carte d'état-major (1820-1866) et les cartes ou photos aériennes de l'IGN pour la période actuelle (1950 à aujourd'hui).

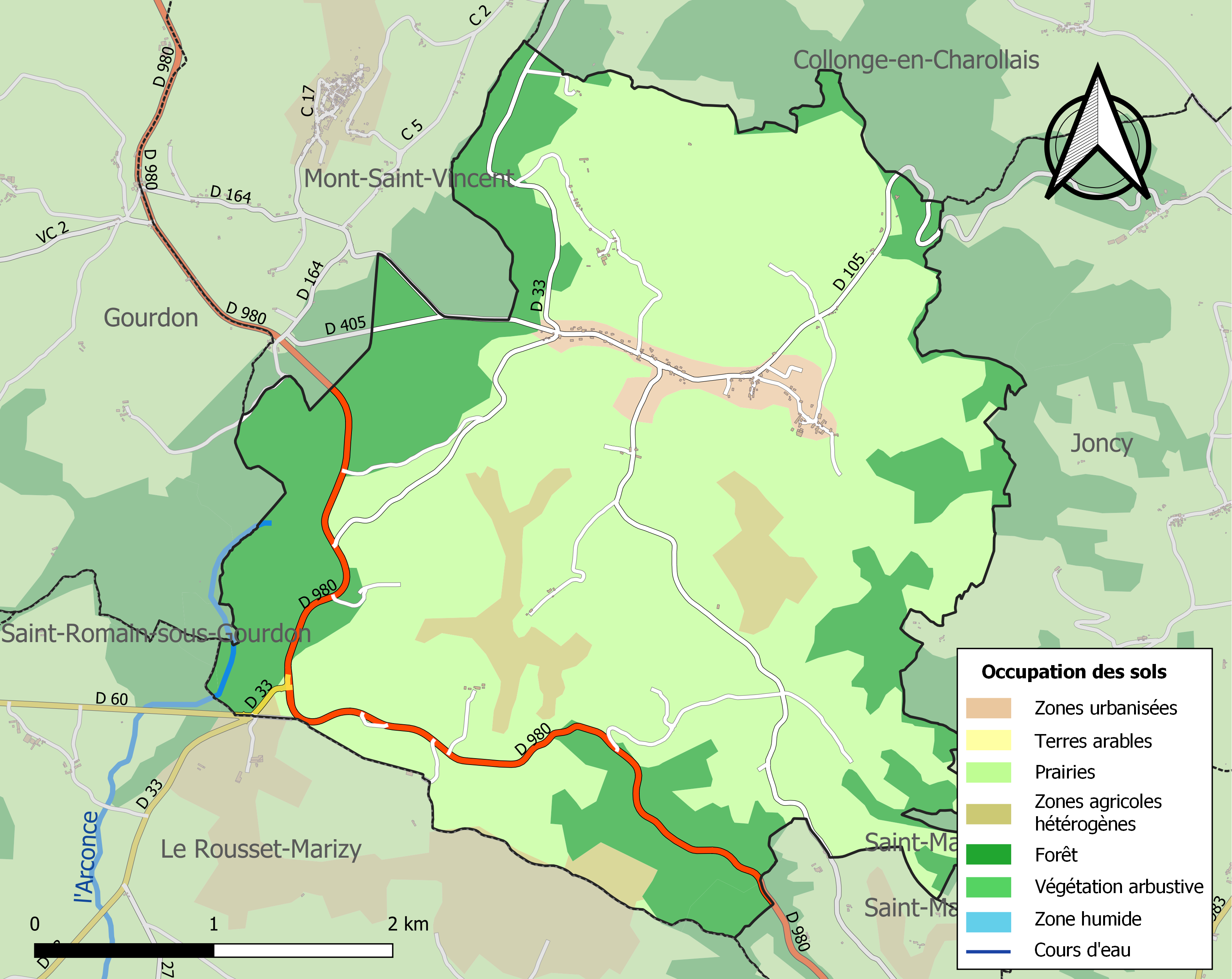
Carte des infrastructures et de l'occupation des sols de la commune en 2018 (CLC).

## Histoire
Mary disposa durant toute la première moitié du XIXe siècle de l'une des onze stations (ou postes télégraphiques aériens) du télégraphe Chappe implantées en Saône-et-Loire (le long de la ligne Paris-Toulon), installation mise en service en 1807 et qui cessa de fonctionner en 1853, remplacée par la télégraphie électrique.

## Politique et administration
| Période                                  | Période      | Identité            | Étiquette | Qualité                        |
| ---------------------------------------- | ------------ | ------------------- | --------- | ------------------------------ |
| 1956                                     | Juillet 1993 | Claude Lauprètre    |           | Entrepreneur travaux publics   |
| septembre 1993                           | mars 2001    | Jean marc Lauprêtre |           | Entrepreneur de travaux public |
| mars 2001                                | 2008         | Armand Michel       |           | Agriculteur                    |
| mars 2008                                | En cours     | Roger Burtin        |           |                                |
| Les données manquantes sont à compléter. |              |                     |           |                                |

## Démographie
L'évolution du nombre d'habitants est connue à travers les recensements de la population effectués dans la commune depuis 1793. Pour les communes de moins de 10 000 habitants, une enquête de recensement portant sur toute la population est réalisée tous les cinq ans, les populations de référence des années intermédiaires étant quant à elles estimées par interpolation ou extrapolation. Pour la commune, le premier recensement exhaustif entrant dans le cadre du nouveau dispositif a été réalisé en 2004.

En 2022, la commune comptait 282 habitants, en évolution de +20 % par rapport à 2016 (Saône-et-Loire : −1,06 %, France hors Mayotte : +2,11 %).
| 1793 | 1800 | 1806 | 1821 | 1831 | 1836 | 1841 | 1846 | 1851 |
| ---- | ---- | ---- | ---- | ---- | ---- | ---- | ---- | ---- |
| 372  | 361  | 410  | 380  | 416  | 435  | 399  | 434  | 424  |

| 1856 | 1861 | 1866 | 1872 | 1876 | 1881 | 1886 | 1891 | 1896 |
| ---- | ---- | ---- | ---- | ---- | ---- | ---- | ---- | ---- |
| 408  | 448  | 473  | 468  | 442  | 436  | 420  | 417  | 402  |

| 1901 | 1906 | 1911 | 1921 | 1926 | 1931 | 1936 | 1946 | 1954 |
| ---- | ---- | ---- | ---- | ---- | ---- | ---- | ---- | ---- |
| 404  | 414  | 374  | 319  | 336  | 325  | 290  | 233  | 235  |

| 1962 | 1968 | 1975 | 1982 | 1990 | 1999 | 2004 | 2006 | 2009 |
| ---- | ---- | ---- | ---- | ---- | ---- | ---- | ---- | ---- |
| 280  | 207  | 199  | 206  | 224  | 217  | 198  | 200  | 228  |

| 2014 | 2019 | 2022 | - | - | - | - | - | - |
| ---- | ---- | ---- | - | - | - | - | - | - |
| 231  | 263  | 282  | - | - | - | - | - | - |

## Culture locale et patrimoine

### Personnalités liées à la commune
- Alain Michaud, peintre, né à Saint-Vallier le 16 juin 1956, qui vit à Mary depuis 1988[18].
- Kad Merad, acteur, et Julia Vignali, animatrice de télévision, se marient sur la commune le 26 novembre 2022.
- Cédric Burtin né le 3 septembre 1981 au Creusot[19], a grandi dans la commune.

## Pour approfondir